# Funk45
Funk45 é uma gravadora fundada em Londres pelo DJ Gerald Short em 1998, subsidiária da Jazzman Records especializada em relançar discos raros de funk.